# Heartbreaker (The Rasmus-låt)
"Heartbreaker" är en låt av det finländska rockbandet The Rasmus, utgiven som den fjärde och sista singeln från deras fjärde album Into. Låten släpptes som singel den 11 mars 2002 tillsammans med b-sidan "Days", därför går singeln ofta under namnet "Heartbreaker"/"Days", vilket också är tryckt på omslaget. "Heartbreaker" blev den fjärde och sista singeln från albumet. Den nådde första plats på Finlands singellista i fem veckor, men kom dock aldrig med på övriga länders topplistor.
"Heartbreaker" är det femte spåret på albumet Into. Den skrevs av Lauri Ylönen (sång)  någon gång under 1999 och beskriver en tjej som han har haft kontakt med, men han vill inte gå in på djupare detaljer gällande textens innebörd. Eero Heinonen (bas) menar att ljudet i låten påminner honom om den amerikanska rockgruppen Bon Jovi. Detta beror antagligen på de effekter som Pauli Rantasalmi (gitarr) får fram när han använder sig av wah wah-pedal. Detta hörs tydligt i början av låten.
Likt den tidigare singeln "Madness", gjordes det heller ingen musikvideo till varken "Heartbreaker" eller "Days".

## Låtlista
Alla låtar skrivna av The Rasmus om inget annat anges.
CD-singel (Playground Music Scandinavia PGMCDS 11)
1. "Heartbreaker" – 3:40
2. "Days" – 4:11
3. "Heartbreaker" (Rock Radio Mix) – 3:20
4. "Heartbreaker" (Pop Radio Mix) – 3:32

Tysk CD-singel (Edel Music Germany 0136195ERE)
1. "Heartbreaker" – 3:40
2. "Heartbreaker" (Rock Radio Mix) – 3:20
3. "Heartbreaker" (Pop Radio Mix) – 3:32
4. "Days" – 4:11
5. "Play Dead" (Björk-cover) – 3:51

## Fakta om b-sidorna

### Days
- Musik: The Rasmus/Text: Lauri Ylönen

"Days" är en tidigare outgiven låt, och finns därför inte med på albumet. Dock gavs den ut senare under 2003 på en special edition av Into, tillsammans med tre andra b-sidor.
- På singeln finns även två remixer av "Heartbreaker", Pop Radio Mix och Rock Radio Mix. Den sistnämnda mixades av Adam Kviman som även mixat låtar för bland andra Eagle-Eye Cherry och Backyard Babies.

## Medverkande
The Rasmus
- Lauri Ylönen – sång
- Eero Heinonen – bas
- Pauli Rantasalmi – gitarr
- Aki Hakala – trummor

Produktion
- Mikael Nord Andersson & Martin Hansen – produktion, inspelning, programmering, keyboard, tillagda ljud (Nord Studios, Stockholm)
- Claes Persson – mastering (CRP Recordings)
- Leif Allansson – mixning (Nord Studios, Stockholm)
- Martin Hansen – mixning ("Days" vid Nord Studios, Stockholm)
- Jeanette Fredenberg – fotografi av The Rasmus till singelns skivomslag
- Henrik Walse – layout & illustration till singelns skivomslag

"Heartbreaker" remixer:
- Adam Kviman – mixning (Rock Radio Mix vid AKM Studio, Vaxholm)
- Helge Dube – mixning (Pop Radio Mix vid Boogie Park Studio, Hamburg)